# Гау-Одернгайм
Ґау-Одернгайм (нім. Gau-Odernheim) — громада в Німеччині, розташована в землі Рейнланд-Пфальц. Входить до складу району Альцай-Вормс. Складова частина об'єднання громад Альцай-Ланд.
Площа — 18,27 км2. Населення становить 3866 ос. (станом на 31 грудня 2020).

## Галерея

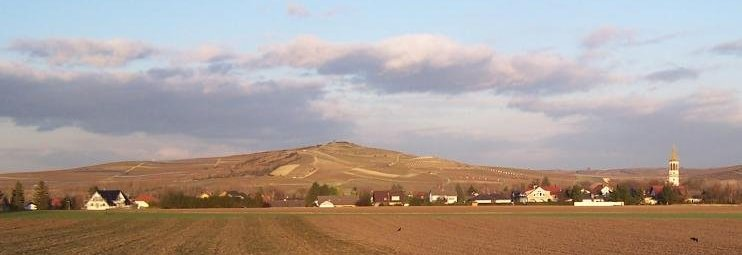
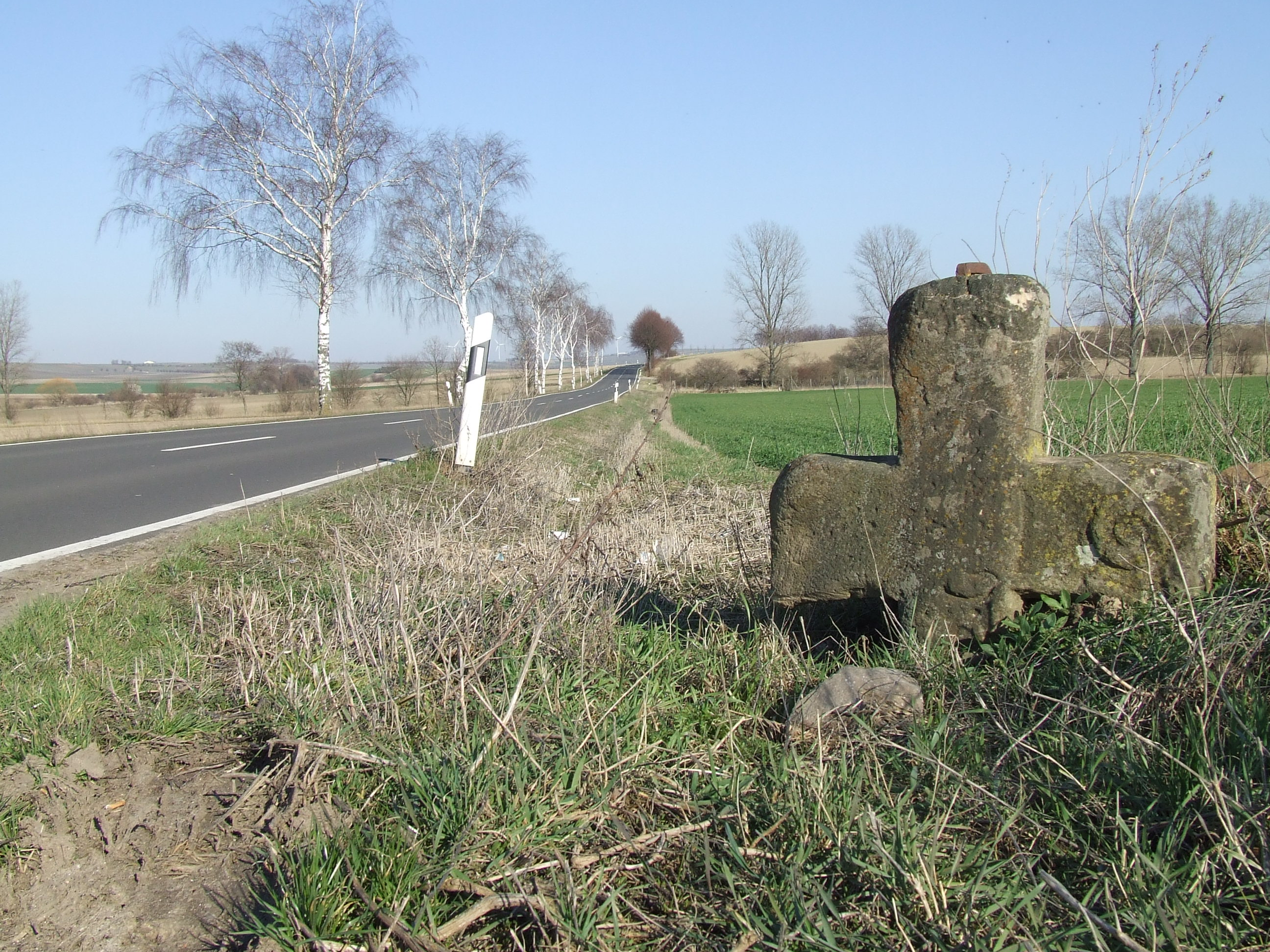
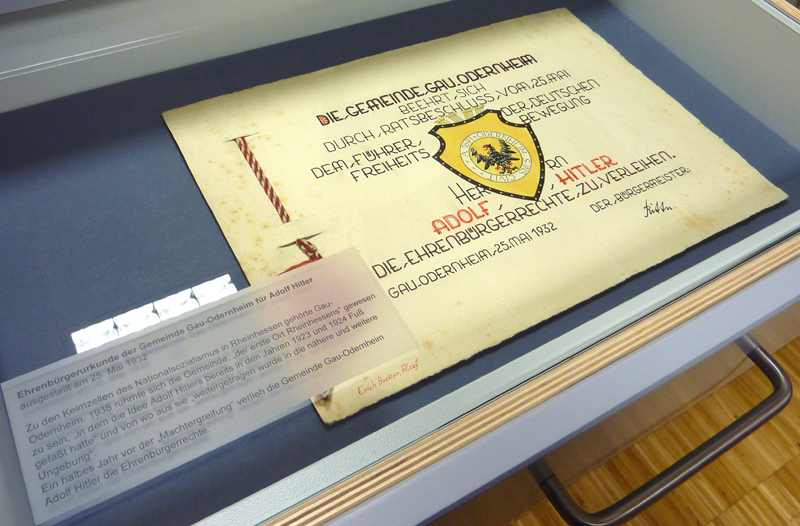
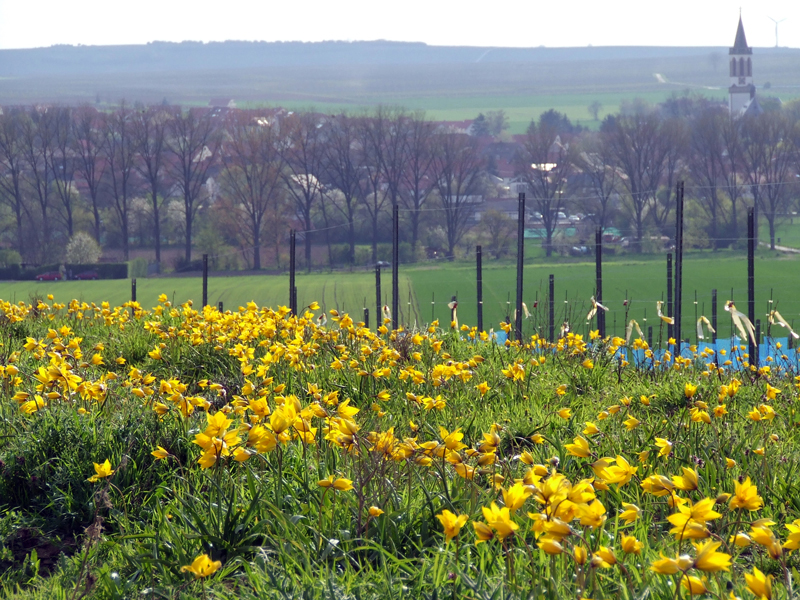
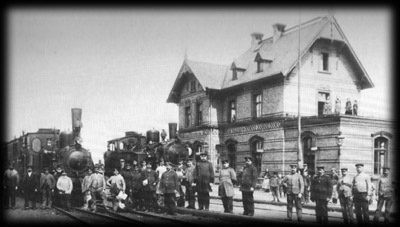